# Anacotis hackeri
Anacotis hackeri är en insektsart som beskrevs av Evans 1937. Anacotis hackeri ingår i släktet Anacotis och familjen dvärgstritar. Inga underarter finns listade i Catalogue of Life.